# 加藤真
加藤 真（かとう まこと、1982年4月12日 - ）は、日本のバスケットボール選手である。宮城県玉造郡鳴子町（後の大崎市）出身。2005年、日本リーグ2部の日立電線ブルドッグスに入団し、得点王、ルーキー・オブ・ザ・イヤー、ベスト5を獲得。その後JBLのレラカムイ北海道、bjリーグの富山グラウジーズ、秋田ノーザンハピネッツでプレイし、2013年に引退した。ポジションは、日立電線ではセンターとパワーフォワード、北海道ではガード/フォワード、富山ではシューティングガード、秋田ではフォワードだった。

## 来歴
小学4年の時にバスケットボールを始めた。東北学院高校では2000年とやま国体少年男子に宮城県選抜チームで出場し全国制覇。翌年、地元で開かれた新世紀・みやぎ国体には青年男子チームで出場し、これも優勝した。大学は関東強豪校の誘いを断って地元の東北学院大学へ進み、1年生からレギュラーに定着。全日本ジュニア代表候補、学生日本代表候補に選ばれたこともある。
大学卒業後、日立電線ブルドッグスへ入団した。日立電線では主にセンターとして出場し、初年度の準優勝に貢献。加藤は得点王、ルーキー・オブ・ザ・イヤー、ベストファイブのタイトルを獲得した。
2007年にレラカムイ北海道に移籍。ここで身長の問題もあってポジションをガードに変えアウトサイドプレイヤーに転向したが、2007年-08年は1試合平均得点が2.23点、翌2008年-09年シーズンは1点に留まり、2009年に退団。同年、bjリーグの新人ドラフトを経て富山グラウジーズに移籍する。
富山では、加入初年度の2009-2010シーズンには週間MVPを獲得するなど活躍、翌2010-2011シーズンにはキャプテンに就任し、出場時間は1,176分を数えた。しかし2011-2012シーズンに入ると出場時間282分と出場機会を減らし、シーズン終了後のエクスパンション・ドラフト時にもプロテクトされなかった。結果、新規参入する東京サンレーヴスにドラフト指名され、直後に東京との金銭トレードで秋田ノーザンハピネッツに移籍することとなった。
秋田では日立電線時代のインサイドでの競技経験を買われてフォワードとして起用され、2012年12月2日の新潟アルビレックスBB戦では21得点を挙げた。シーズン終盤もセンターのアンソニー・ケントを怪我で欠く中インサイドを支え、チームのプレイオフ出場に貢献した。
シーズン終了後の2013年5月、加藤本人の希望により、プロ選手から引退した。
宮城県の3x3チーム『DEFEATER』に所属していた。
2015年から仙台89ERSのアカデミーコーチ、U18ヘッドコーチなどを務める。